# رئاسة جو بايدن
بدأت رئاسة جو بايدن عند الظهر بتوقيت شرق الولايات المتحدة (17:00 بالتوقيت العالمي المنسق) في 20 يناير 2021 عندما نُصب جو بايدن بوصفه الرئيس السادس والأربعين للولايات المتحدة. بايدن الذي ينتمي إلى الحزب الديمقراطي من ديلاوير، تولى الرئاسة بعد الانتخابات الرئاسية لعام 2020، التي هزم فيها دونالد ترامب. ويرافقه في منصبه نائبه الرئيس كامالا هاريس، أول امرأة أمريكية من أصل أفريقي، وأول أمريكية من أصل آسيوي تتولى ذلك المنصب.
تم إضفاء الطابع الرسمي على فوز بايدن في الانتخابات الرئاسية لعام 2020 من قبل الهيئة الانتخابية في 14 ديسمبر 2020، وتم التصديق عليه من خلال جلسة مشتركة للكونغرس في 6–7 يناير 2021. وستنتهي فتره رئاسه بايدن نفسها في 20 يناير 2025 القادم تحديدا عند الساعه (17:00 بالتوقيت العالمي المنسق) ليتولى بعدها بنفس تلك الساعه دونالد ترامب الذي ينتمى الى الحزب الجمهوري من نيويورك منصب الرئيس ليبدا رسميا ولايته الثانيه والاخيره الغير متتاليه له كالرئيس السابع والاربعون للولايات المتحده بعد شهرين فقط من الانتخابات الرئاسيه لعام 2024 الذي خسرت فيها نائبه بايدن نفسها كامالا هاريس وسيستمر في ذلك المنصب من نفس ذلك اليوم الذي هو 20 يناير 2025 لمده 4 سنوات حتى تاريخ 20 يناير 2029 تحديدا عند الساعه (17:00 بالتوقيت العالمي المنسق) لتنتهي رئاسه ترامب الثانيه والاخيره الغير متتاليه له كرئيس للولايات المتحده بعد شهرين فقط من انتهاء الانتخابات الرئاسية الأمريكية عام 2028 التي ستجرى في يوم الثلاثاء من نوفمبر من عام 2028 الموافق يوم 7 نوفمبر 2028

## الانتخابات الرئاسية لعام 2020
أعلن بايدن أنه سيترشح للرئاسة في أبريل 2019، عبر مقطع فيديو وبعد حملتين رئاسيتين فاشلتين في عامي 1988 و2008.
في 7 نوفمبر، بعد أربعة أيام من يوم الانتخابات، كان من المتوقع أن يهزم بايدن الرئيس الحالي دونالد ترامب، ليصبح رئيسًا منتخبًا للولايات المتحدة. بعد ذلك بوقت قصير، أطلقت حملة ترامب عدة دعاوى قضائية ضد النتائج في الولايات الحاسمة بنسيلفانيا و‌أريزونا و‌جورجيا و‌ويسكونسن و‌نيفادا و‌ميشيغان، مما أثار ادعاءات غير موثقة وباطلة بتزوير الناخبين.

## الفترة الانتقالية والتنصيب
أعلن بايدن بعد يومين من فوزه المتوقع عن تشكيل فريق عمل برئاسة الجراح العام السابق فيفيك مورثي، ومفوض إدارة الغذاء والدواء السابق ديفيد إيه. كيسلر ومارسيلا نونيز-سميث من جامعة ييل، لتقديم المشورة له حول جائحة كوفيد-19 خلال الفترة الانتقالية.
بتاريخ 11 نوفمبر، 2020، اختار بايدن رون كلين (الذي كان رئيس موظفين بايدن خلال عمله نائبًا للرئيس) ليكون رئيس موظفي البيت الأبيض.
بتاريخ 17 نوفمبر، 2020، أعلن بايدن أنه اختار مايك دونيلون ليكون كبير المستشارين وستيف ريشيتي مستشارًا. عُينت جينيفر أومايلي ديلون، التي عملت رئيسةً لحملة بايدن الرئاسية الانتخابية الناجحة، نائبةً لرئيس الموظفين. خطط الرئيس المنتخب بايدن للإعلان عن مرشحيه الأوائل إلى مجلس الوزراء قبل عيد الشكر عام 2020. بتاريخ 22 نوفمبر، 2020، أفادت عدة وسائل إخبارية أن بايدن اختار أنتوني بلينكن وزيرًا للخارجية، وليندا توماس-غرينفيلد سفيرةً للأمم المتحدة وجيك سوليفان مستشارًا للأمن القومي.
بتاريخ 23 نوفمبر، 2020، اختار بايدن جون كيري ليكون مبعوث تغير المناخ، وأليخاندرو مايوركاس وزيرًا للأمن الداخلي وإيفريل هاينس مديرةً للاستخبارات الوطنية. استمر بايدن خلال شهري ديسمبر ويناير باختيار أعضاء مجلس وزرائه، مثل مارتي والش، العمدة الحالي لبوسطن، وزيرًا للعمل.
بتاريخ 20 يناير، 2021، أدى جو بايدن اليمين الدستوري أمام رئيس قضاة الولايات المتحدة جون روبرتس ليكون الرئيس السادس والأربعين للولايات المتحدة، مكملًا القسم الدستوري بتوقيت 11:49 صباحًا بتوقيت شرق أمريكا (التوقيت الشرقي)، قبل 11 دقيقة من بدء فترة ولايته القانونية.
أثناء أدائه اليمين الدستوري أمام المئات من مسؤولي البيت الأبيض عبر مهاتفة عبر الفيديو (فيديوية)، دعا بايدن إلى مزيد من الكياسة في السياسات قائلًا: «إذا عملتم معي وسمعتكم تعاملون زميلًا آخر بقلة احترام، أو تتحدثون بدونية إلى أحدهم، أعدكم بأنني سأطردكم على الفور. بدون شروط أو استثناءات».

## السياسة المحلية
بتاريخ 22 يناير، 2020، وقع بايدن أول مشروع قانون له. وقع بايدن قانون إتش آر335 الذي ينص على منح استثناء لاقتصار تعيين وزير الدفاع على من لديهم خدمة فعلية في القوات المسلحة خلال السبع سنوات الماضية. جعل توقيعه للقانون إتش. آر 335 ممكنًا لجين. لويد أوستن أن يكون وزيرًا دفاع لبايدن. وافق مجلس الشيوخ والبيت الأبيض على أوستن في اليوم نفسه، ليكون أوستن بذلك أول وزير دفاع أمريكي من أصل أفريقي.

### سياسة كوفيد-19
بتاريخ 20 يناير، 2021، طبق بايدن في يومه الأول كرئيس الأمر الفيدرالي بارتداء الماسك، الذي يطلب استخدام الكمامة والتباعد الاجتماعي في جميع المباني الفيدرالية، والأراضي الفيدرالية، ومن قبل الموظفين الفيدراليين والمقاولين. وقع بايدن أيضًا أمرًا تنفيذيًا أوقف انسحاب الولايات المتحدة من منظمة الصحة العالمية وجعل الدكتور أنثوني فوشي رئيس البعثة إلى منظمة الصحة العالمية. بتاريخ 21 يناير، أصدرت الإدارة وثيقة من 200 صفحة بعنوان «الاستراتيجية الوطنية للاستجابة لكوفيد-19 والتأهب للجائحة». في يومه الثاني في منصبه، وضع بايدن قانون الإنتاج الدفاعي موضع التنفيذ وذلك لتسريع عملية التلقيح والتأكد من توفر القوارير الزجاجية والحقن ومستلزمات اللقاح الأخرى على المستوى الفيدرالي. قال بايدن مبررًا استخدامه للقانون: «وعندما أقول زمن الحرب، ينظر الناس إلي مستغربين كأنهم يقولون «زمن الحرب؟»، حسنًا مثلما قلت ليلة أمس لقد مات 400 ألف أمريكي. هذا أكبر من عدد الذين ماتوا في الحرب العالمية الثانية. هذا إجراء يتخذ في زمن الحرب». علاوة على ذلك، أسس بايدن فريق البيت الأبيض للاستجابة لكوفيد-19، وهو مكتب في البيت الأبيض مخصص لتنسيق استجابة موحدة للحكومة الفيدرالية.
وقع بايدن بتاريخ 21 يناير، 2021، عشرة أوامر تنفيذية تتعلق بجائحة كوفيد-19. وقع بايدن أمرًا تنفيذيًا بزيادة الإمدادات اللازمة وذلك من أجل تحقيق هدفه بإعطاء 100 مليون لقاح في أول 100 يوم له في المنصب. وقع بايدن أمرًا في 21 يناير، 2021 وجه فيه الوكالة الفيدرالية لإدارة الطوارئ لاقتراح سداد مبالغ الولايات الكاملة لتكاليف استخدام أفراد الحرس الوطني وإمدادات الطوارئ مثل معدات الوقاية الشخصية في المدارس. بتاريخ 24 يناير، 2021، أعاد بايدن حظر سفر كان قد فرضه الرئيس السابق ترامب إلى البرازيل، والمملكة المتحدة، وإيرلندا، وجنوب أفريقيا و26 دولة أوروبية أخرى. يحظر منع السفر غير الأمريكيين القاطنين في البلدان المحتملة من الدخول إلى الولايات المتحدة. طبق بايدن شرط ارتداء كمامة الوجه تقريبًا على جميع أنواع وسائل النقل وداخل مراكز النقل؛ سابقًا، أوصى مركز التحكم بالأمراض والوقاية منها بسن مثل هذه السياسة لكن إدارة ترامب حظرتها، وبموجبها أصدر مركز السيطرة على الأمراض والوقاية منها توصيات قوية، وإن لم تكن ملزمة، باستخدام الكمامة في هذه الحالات.

### وزارة الدفاع
رشح بايدن الجنرال المتقاعد من الجيش حامل رتبة الأربعة نجوم لويد أوستن ليكون وزيرًا للدفاع. وافق مجلس الشيوخ على أوستن بنتيجة 92-2 صوت بتاريخ 22 يناير، 2021 وأدى القسم لاحقًا في ذلك اليوم. صرح أوستن أن أولويته الأولى هي مساعدة جهود الإغاثة من كوفيد-19، وتعهد قائلًا: «سأراجع بسرعة مساهمات الوزارة في جهود الإغاثة من فيروس كورونا، لأضمن أننا نفعل ما باستطاعتنا للمساعدة في توزيع اللقاحات في جميع أنحاء البلاد وتلقيح قواتنا والمحافظة على استعدادنا».
عند سؤالها، قالت السكرتيرة الصحفية للبيت الأبيض جين ساكي إن القوة الفضائية للولايات المتحدة «تحظى بالدعم الكامل من إدارة بايدن» بعد ملاحظات سابقة عبرت فيها عن بعض الشكوك.
بتاريخ 10 فبراير، 2021، زار بايدن البنتاغون لأول مرة بصفته رئيسًا. أعلن بايدن في ملاحظاته لأفراد الجيش إلى جانب نائبة الرئيس كمالا هاريس ووزير الدفاع لويد أوستن عن فريق عمل تقوده وزارة الدفاع «من أجل تقديم تقييم أساسي لسياسات الوزارة وبرامجها وعملياتها فيما يتعلق بالتحدي الذي تطرحه الصين».

### السياسة الاقتصادية
بتاريخ 22 يناير، 2021، وقع بايدن أمرًا تنفيذيَا بإزالة البرنامج إف، ملغيًا عددًا من سياسات ترامب التي تحد من سلطة المفاوضة المشتركة للنقابات الفيدرالية. يرفع أمر بايدن التنفيذي أيضًا من الحد الأدنى للأجور إلى 15 دولار للعمال النقابيين ويلغي ثلاثة أوامر تنفيذية موقعة من ترامب وجعلت عملية تدريب الموظفين أكثر صرامة وحد من وصول ممثلي النقابات إلى حيز المكاتب. إلى جانب رفع الحد الأدنى للأجور إلى 15 دولار، يزيد أمر بايدن التنفيذي من كمية الأموال التي تُمنح لعائلات الأطفال الذين تفوتهم وجبات الطعام بسبب إغلاق المدارس نتيجة الجائحة بنسبة 15%. كان سبب إلغاء أوامر ترامب التنفيذية الثلاثة هو أنها كانت تستخدم لنقل موظفي الخدمة المدنية والعلماء المهنيين واستبدالهم بموظفين مقربين من إدارة ترامب.

## العلاقات الخارجية
أعلنت الإدارة الجديدة لجو بايدن في أبريل 2021 أنها ستمضي قدماً في صفقة الأسلحة مع الإمارات. ومع ذلك، في غضون شهر، أثار المسؤولون الأمريكيون مخاوف، مستشهدين بالعلاقات المتنامية بين الصين والإمارات العربية المتحدة., في مايو 2021، تم رصد طائرتين صينيتين من قبل وكالات التجسس الأمريكية أثناء تفريغها لمواد مجهولة الهوية في الإمارات. في أعقاب هذه المخاوف، قدم المسؤولون الأمريكيون ثلاثة طلبات إلى الإمارات العربية المتحدة: أن الإمارات يجب أن تضمن عدم حصول أي دولة أخرى، وخاصة الصين، على تكنولوجيا الطائرات بدون طيار والطائرات الأمريكية من طراز F-35 ؛ أن يتم الحفاظ على التفوق العسكري النوعي لإسرائيل. وأن الأسلحة يجب ألا تستخدم في اليمن وليبيا، الدول التي مزقتها الحرب حيث شاركت الإمارات في الهجمات.

### الصين
ذكر بايدن أن الولايات المتحدة بحاجة إلى «اتخاذ موقف صارم» إزاء الصين وبناء «جبهة موحدة من حلفاء الولايات المتحدة وشركائها لمواجهة سلوكيات الصين التعسفية وانتهاكاتها لحقوق الإنسان». وصف بايدن الصين بأنها «أخطر عدو» يشكل تحديات على «رخاء الولايات المتحدة وأمنها وقيمها الديمقراطية».      
رشح بايدن أنتوني بلينكن ليكون وزير الخارجية، وقد تولى منصبه في 26 يناير 2021. ذكر بلينكن، خلال جلسة ترشيحه، أن التوجهات المتفائلة السابقة تجاه الصين كانت معيبة، وأن سلف بايدن، الرئيس دونالد ترامب، «كان محقًا في اتخاذه توجهًا أكثر صرامة تجاه الصين»، ولكنه «لا يوافق إلى درجة كبيرة على الطريقة التي تصرف بها [ترامب] في عدد من القضايا». أيد ما جاء في تقرير وزير الخارجية السابق مايك بومبيو من أن الصين ترتكب إبادة جماعية ضد مسلمي الأويغور.
التقى وزير الخارجية أنتوني بلينكن، ومستشار الأمن القومي جيك سوليفان ومسؤولون إداريون آخرون، في مارس 2021، مع عضو المكتب السياسي للحزب الشيوعي الصيني يانغ جيتشي، ووزير الخارجية الصيني وانغ يي، ومسؤولين صينيين آخرين في ألاسكا، وقد تضمن اللقاء مناقشات ساخنة حول انتهاكات حقوق الإنسان في الصين، وهجماتها الإلكترونية، وتهديداتها ضد تايوان، وحملتها في سنجان وهونغ كونغ، وغيرها من القضايا التي تهم الولايات المتحدة. رد الجانب الصيني قائلًا: «ليس لدى الولايات المتحدة أهلية التحدث إلى الصين من موقع قوة، [وإنها] لا تصلح كنموذج للآخرين، [وأن] تنمية الصين وتعزيزها لا يمكن أن تتوقف».
ذكرت صحيفة واشنطن بوست أن إدارة بايدن «ذاقت شيئًا من «دبلوماسية الذئب المحارب» الصينية» خلال اللقاء الأول، والذي لم يكن «دبلوماسيًا على نحو واضح»، مضيفة أن «الدبلوماسيين الصينيين بدوا أكثر قوة مما كانوا عليه في أي اجتماع عام خلال ولاية الرئيس ترامب». نشرت صحيفة أتلانتيك مقالًا جاء فيه أن فريق إدارة بايدن «قد أخرج نوايا بكين الحقيقية إلى العلن ليشاهدها العالم»، مقتبسة تعليق لأحد كبار المسؤولين في الإدارة مفاده أنه «من الصعب للغاية القول بأننا لا نعرف ما تريد الصين».
أفادت التقارير، في أبريل 2021، بأن إدارة بايدن كانت تحشد حلفاء الولايات المتحدة للنظر في مقاطعة الألعاب الأولمبية الشتوية 2022 في بكين. قال نيد برايس المتحدث باسم وزارة الخارجية الأمريكية للصحفيين أن المقاطعة المشتركة «أمر نود بالتأكيد مناقشته».
شطبت الإدارة، في مايو 2021، شركة شاومي الصينية لصناعة الهواتف المحمولة من القائمة السوداء المتعلقة بالعسكرية الصينية، ونقضت قرار الإدارة السابقة.
أعلن بايدن، في 3 يونيو 2021، عن أمر تنفيذي من المقرر أن يدخل حيز النفاذ اعتبارًا من 2 أغسطس، يحظر على الأمريكيين الاستثمار في 59 شركة صينية، من بينها هواوي. ذكرت الصين، قبل إعلان بايدن للأمر، إنها سترد عليه.

### أفغانستان
عقدت إدارة ترامب، في فبراير 2020، اتفاقًا مع طالبان لسحب القوات الأمريكية بالكامل بحلول 1 مايو 2021. أعلن الرئيس بايدن رسميًا، في أبريل 2021، أن القوات الأمريكية ستنسحب من أفغانستان بحلول 11 سبتمبر 2021، بدلًا من 1 مايو 2021، ما يشير إلى نهاية أطول حرب للولايات المتحدة. بحسب جوليان زيليزر، أستاذ جامعة برينستون، فإنه «من الواضح أن بايدن قد تعلم الكثير من الفترة التي كان فيها في رئاسة أوباما»، وقد أظهر أنه «سياسي قادر على التعلم والتطور، وهو عكس ما ظنه بعض المتشككين في مرحلة الانتخابات التمهيدية أنه لم يستوعب كيف تغيرت السياسة». بحسب ستيفن ليفنغستون، الصحفي بجريدة واشنطن بوست، فإن أوباما «قد استمع إلى القادة العسكريين الذين نصحوه بأن الانسحاب سيكون خطًأ. ومن ناحية أخرى، كان بايدن المسئول الإداري الأعلى الذي دافع عن دور أكثر محدودية للقوات الأميركية في أفغانستان. وقد قال بايدن، في وقت لاحق، أنه يمكن القول من خلال «لغة جسد» أوباما أنه قد وافق على هذا التقييم، رغم رفضه له في نهاية المطاف».
شنت طالبان، بعد فترة وجيزة من بدء انسحاب القوات الأمريكية، هجومًا ضد الحكومة الأفغانية، وتقدمت بسرعة أمام انهيار القوات المسلحة الأفغانية. دافع الرئيس بايدن عن الانسحاب قائلا: «أثق في قدرة الجيش الأفغاني، فهو أفضل تدريبًا، وأفضل تجهيزًا.... وأكثر كفاءة في مايتعلق بإدارة الحرب».
انسحبت معظم القوات الأمريكية في أفغانستان بحلول أوائل يوليو 2021. تناول بايدن أخبار الانسحاب قائلًا: «من المستبعد جدًا اجتياح طالبان لكل المناطق واستحواذها على البلد بأكمله». انهارت، رغم ذلك، في 15 أغسطس، الحكومة الأفغانية وفر الرئيس الأفغاني أشرف غني من البلاد، في خضم هجوم شنته طالبان. رد بايدن بأن أمر 6000 جندي أمريكي بالمساعدة في إجلاء الأمريكيين والحلفاء الأفغان. انتُقد بايدن بسبب طريقة الانسحاب الأمريكي.
تناول بايدن، في 16 أغسطس، الوضع «الفوضوي»، وتحمل المسؤولية عنه («تقع كامل المسؤولية على عاتقي»)، وأقر بأن الوضع «قد تطور بسرعة أكبر مما توقع». دافع عن قراره بالانسحاب، قائلًا إنه لا ينبغي أن «يموت الأمريكيون في حرب لا ترغب القوات الأفغانية في خوضها من أجل أنفسهم»، فقد انهار «الجيش الأفغاني [ضد طالبان]، وفي كثير من الأحيان دون أن محاولة الدخول في قتال». عزا بايدن جزئيا عدم الإجلاء المبكر للمدنيين الأفغان إلى معارضة الحكومة الأفغانية «للنزوح الجماعي» إذ اعتقدوا أنه سيسبب «أزمة ثقة».
أطلق روبرت أونيل، الذي يدعي أنه أطلق النار على أسامة بن لادن وقتله في عام 2011، تدوينات غاضبة على تويتر وصف فيها الرئيس جو بايدن بـ«الكارثة»، مضيفًا: «هذه أسوأ خسارة في التاريخ الأمريكي. فقد توارى عن الأنظار رئيسنا الأكثر شعبية. اثبتوا لي أنني على خطأ».

### إيران
أعربت إدارة بايدن عن اهتمامها بإعادة التواصل مع إيران بشأن الاتفاق النووي الإيراني. انسحب الرئيس السابق لبايدن، الرئيس ترامب، من الاتفاق، في عام 2018، وهو ما نشأ عنه ردة فعل عاجلة من المجتمع الدولي. قال وزير الخارجية أنتوني بلينكن أن الولايات المتحدة مهتمة بمعاودة دخول الاتفاق في حال أظهرت إيران «التزامًا جادًا».
أمر الرئيس بايدن، في 25 فبراير 2021، بتنفيذ ضربات جوية انتقامية على بنايات في سوريا ذكرت وزارة الدفاع أن ميليشيات مدعومة من إيران قد استخدمتها لتنفيذ هجمات صاروخية على أهداف أمريكية في العراق. كانت تلك العملية أول استخدام معروف للقوة العسكرية من قبل إدارة بايدن. أثارت الهجمات إدانة العديد من أعضاء الكونغرس الديمقراطيين. شكك السيناتور تيم كين، عضو مجلس الشيوخ الأمريكي عن ولاية فرجينيا، في «تبرير الإدارة القانوني للقيام بذلك التصرف دون الحصول على موافقة الكونغرس». زعم النائب رو خانا (عضو ديمقراطي عن ولاية كاليفورنيا) أنه «كان ينبغي للإدارة أن تسعى لطلب الإذن من الكونغرس».

### السعودية واليمن
أمر بايدن بوقف مبيعات الأسلحة إلى المملكة العربية السعودية والإمارات العربية المتحدة التي قد وافقت عليها إدارة ترامب في وقت سابق.
أعلنت إدارة بايدن، في 4 فبراير 2021، إنهاء الولايات المتحدة دعمها لحملة القصف التي تقودها السعودية في اليمن. قال الرئيس بايدن في مقابلته الأولى كرئيس مع وزارة الخارجية «هذه الحرب يجب أن تنتهي» وأن الصراع قد خلق «كارثة إنسانية واستراتيجية». غير أن تفاصيل نهاية التدخل الأمريكي في الحرب لم تُنشر حتى أبريل 2021.
كمرشح رئاسي ، تعهد جو بايدن بجعل السعودية «تدفع الثمن» وجعلها دولة «منبوذة»، مشيرًا إلى تورط المملكة في اغتيال جمال خاشقجي. لكن في يونيو 2022، أكد البيت الأبيض أن بايدن سيزور المملكة العربية السعودية ويلتقي ولي العهد الأمير محمد بن سلمان ، خلال رحلته إلى الشرق الأوسط في يوليو., جاء هذا الإعلان بعد أن أثر الغزو الروسي لأوكرانيا على أسعار النفط والغاز في الولايات المتحدة. ناشد بايدن السعودية مرارًا زيادة إنتاج النفط ، لكن المملكة رفضت مثل هذه الطلبات. يُنظر إلى زيارة بايدن المخطط لها على أنها خطوة لطلب مساعدة السعودية لتخفيف أسعار النفط والغاز في الداخل., ومع ذلك ، حذر نشطاء حقوقيون ومشرعون ديمقراطيون بايدن من أن الزيارة يمكن أن ترسل إشارات إلى السعودية بإمكانية إعفاء انتهاكاتهم المروعة لحقوق الإنسان. قال المعارضون السعوديون الذين يعيشون في الولايات المتحدة ، بصفتهم نشطاء سعوديين ظلمهم الأمير محمد ، «يشعرون بالخيانة من قبل بايدن». وقال خالد الجابري ، نجل سعد الجابري ، إن لقاء بايدن مع محمد بن سلمان سيكون «بمثابة عفو رئاسي عن جريمة قتل». كما انتقد النائب الديمقراطي آدم شيف الزيارة قائلاً: «لن أذهب. لن أصافحه. هذا شخص ذبح مقيمًا أمريكيًا ، وقطعه إلى أشلاء وبأبشع طريقة مع سبق الإصرار».

### الإمارات العربية المتحدة
ألقت السلطات القبض على المستشار السابق لدونالد ترامب ، توماس جيه باراك جونيور تحت إدارة بايدن لدوره كجماعة ضغط أجنبية لدولة الإمارات العربية المتحدة مما سمح لدولة أجنبية بالتدخل في حملة الانتخابات الرئاسية الأمريكية لعام 2016 . علاوة من ذلك الحقيقة، اتهم باراك أيضًا بعرقلة سير العدالة من خلال الإدلاء بشهادات كاذبة للمحققين., وحاكمت وزارة العدل بعض الرجال بتهمة تحويل أكثر من 3.5 مليون دولار إلى هيلاري كلينتون من جورج نادر الذي هو المستشار الملكي لدولة الإمارات العربية المتحدة. لكن بينما اتهم المدعون الفيدراليون الإمارات بالتدخل في السياسة الأمريكية من كلا الجانبين ، فإن العلاقات مع الأمة العربية خلال رئاسة بايدن لم تشهد الكثير من التغييرات المتوقعة. في الواقع ، شوهدت الإمارات تهرب وتفرٌ من تاريخها المليء بالأخطاء في العلاقات مع الولايات المتحدة وعلى الرغم من انتقادات بايدن المتكررة لانتهاكات الإمارات لحقوق الإنسان ومحاولاتها التسلل إلى السياسة الأمريكية. علاوة على ذلك ، سمحت إدارة بايدن أيضًا بمبيعات أسلحة بقيمة 23 مليار دولار إلى الإمارات العربية المتحدة ، والتي بدأها دونالد ترامب وتضمنت نقل أسلحة متطورة مثل الطائرات المقاتلة F-35. ولم توجه وزارة العدل الأمريكية اتهامات لأي إماراتي في القضية وحددت لائحة الاتهام الصادرة عن باراك ثلاثة مسؤولين إماراتيين كانوا مضيفين في حفل استقباله في الدولة الخليجية بعد انتخابات ترامب عام 2016، واثنين آخرين من المشاركين. وكان من بين المضيفين ولي عهد أبوظبي محمد بن زايد ومستشار الأمن القومي الإماراتي طحنون بن زايد ومدير جهاز المخابرات الإماراتي علي محمد حماد الشامسي. المسؤول الإماراتي الرابع كان عبد الله خليفة الغفلي ، الذي «كلف» ثكنة لدفع المصالح الإماراتية مع أمريكا. مسؤول آخر هو يوسف العتيبة ، الذي طلب عدم الكشف عن هويته في المناقشات حول الأمور الخاصة.
في سبتمبر 2024، زار رئيس دولة الإمارات العربية المتحدة محمد بن زايد البيت الأبيض لعقد اجتماعات مع الرئيس بايدن وكامالا هاريس. وكان ذلك أول اجتماع على الإطلاق لرئيس إماراتي في واشنطن. والتقى بايدن وهاريس مع محمد بن زايد بشكل منفصل، وركزا على العلاقات الاقتصادية والتكنولوجية الثنائية المستقبلية. وقبل الاجتماع، تلقى بايدن رسالة من المشرعين لإثارة المخاوف مع الإمارات العربية المتحدة بشأن دعمها العسكري لقوات الدعم السريع في السودان. وتقديرًا لجهود بايدن تجاه أزمة السودان، ذكر المشرعون أن الإجراءات الإماراتية قد تصبح عائقًا. وحثوا بايدن على معالجة المخاوف للشيخ محمد والضغط على الإمارات العربية المتحدة لوقف الدعم لقوات الدعم السريع.
مع اقتراب جو بايدن من نهاية ولايته، واجه ضغوطًا متزايدة من المشرعين لاتخاذ إجراءات أكثر حسمًا ضد الدول الأجنبية المتورطة في حرب السودان، بما في ذلك الإمارات العربية المتحدة وروسيا. كتبت مجموعة من أعضاء مجلس الشيوخ الأمريكي رسالة إلى بايدن، حثته فيها على اتخاذ إجراءات أقوى، مشيرين إلى تجارة الذهب غير المشروعة في السودان والتي تعد مصدرًا مهمًا لتمويل قوات الدعم السريع المدعومة من الإمارات العربية المتحدة. وذكروا أيضًا أن الإمارات العربية المتحدة هي مركز رئيسي للذهب السوداني المهرب. كانت إدارة بايدن تفكر أيضًا في إعلان الفظائع التي ارتكبت في السودان على أنها إبادة جماعية، فضلاً عن فرض عقوبات جديدة على الميليشيات السودانية. كانت العقوبات تستهدف زعيم قوات الدعم السريع حميدتي وغيره من المؤسسات المرتبطة بقوات الدعم السريع.